# Mac OS X Snow Leopard
Mac OS X Snow Leopard (Mac OS X 10.6) er en generation af Apples styresystem, Mac OS X.
Steve Jobs annoncerede første gang Snow Leopard på Worldwide Developers Conference den 8. juni 2008.
Den første offentlige demonstration blev leveret på WWDC 2009 af Serlet og Phil Schiller.
Snow Leopard har har som formål at være mere kompakt, effektiv og kompatibel. Selve styresystemet fylder mindre end forgængeren.
Snow Leopard blev frigivet til salg den 28. august 2009 over hele verden.
Den nye version kræver en Mac med Intel-processor, hvilken alle Macs udviklet efter januar 2006 har.

## Nyheder i OS X 10.6
- Support af Microsoft Exchange
- 64-bit adressering, computeren kan dermed behandle dobbelt så mange instruktioner pr. taktfrekvens, hvilket øger antallet af udregninger og andre opgaver drastisk.
- Mac OS X Snow Leopard kan styre op til 16 EB exabytess – det er 16 milliarder GB hukommelse.
- Kan nu understøtte op til 16 TB RAM (16.000 GB) – ca. 500 mere end hvad nutidens Mac-computere kan have i dag.
- Grand Central Dispatch – er et sæt teknologier der gør det nemmere for udviklere at udnytte systemet fuldt ud.
- OpenCL – (Open Computing Language) C-baseret programmeringssprog
- QuickTime X, den næste generation af QuickTime